# Ann Jones (Autorin)

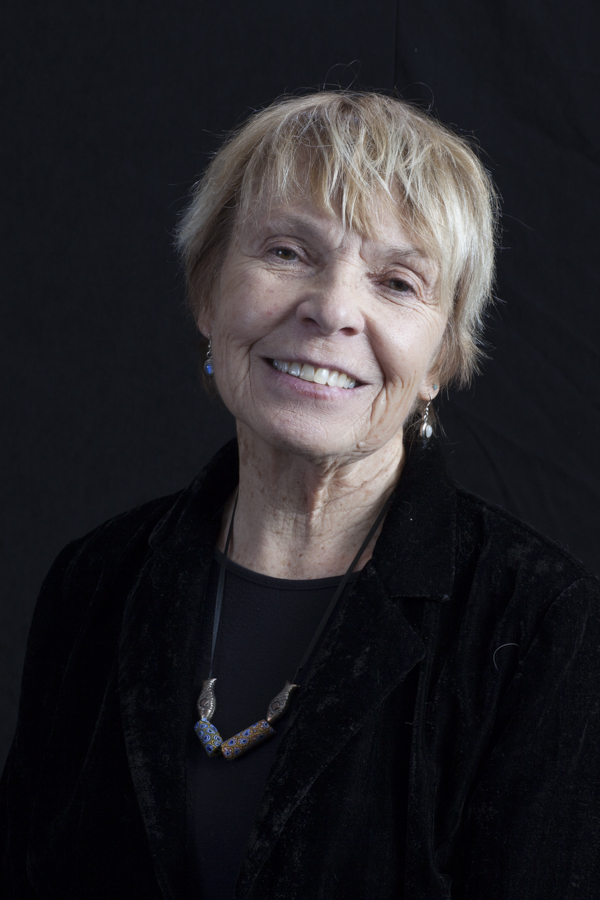
Ann Jones (2014)

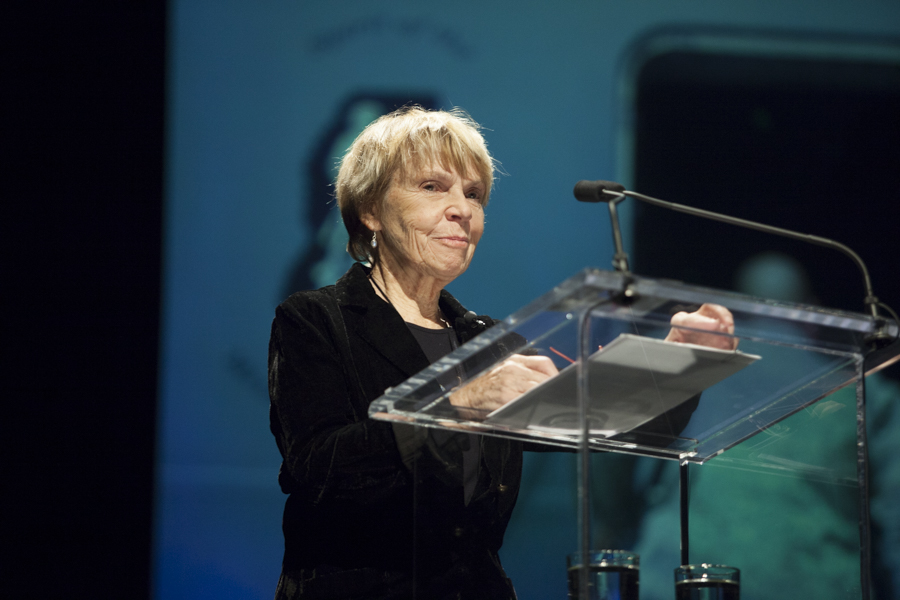
Ann Jones in Santa Fe (2014)

Ann Jones (* 3. September 1937 in Eau Claire (Wisconsin), USA) ist eine US-amerikanische Journalistin, Fotografin, Menschenrechtsaktivistin, Forscherin und Autorin von Sachbüchern.

## Biografie
Geboren am 3. September 1937 in Eau Claire (Wisconsin), machte Ann Jones 1955 ihren Abschluss an der Memorial High School in Eau Claire. Sie promovierte 1970 an der University of Wisconsin–Madison in amerikanischer Literatur und Geistesgeschichte. Von 1970 bis 1973 lehrte sie Englisch am City College of New York. An der University of Massachusetts Amherst war sie von 1973 bis 1975 Koordinatorin der Frauenforschung. Von 1986 bis 1997 war sie Mitglied der Fakultät für Kreatives Schreiben des Mount Holyoke College. 2002 wurde Jones Menschenrechtsforscherin, Ausbilderin und Frauenanwalt in Afghanistan.

## Bibliografie
- Uncle Tom's Campus. Praeger, New York 1973.
- Women Who Kill. Holt, Rinehart and Winston, New York 1980, ISBN 0-03-040711-7. (Zweite überarbeitete Ausgabe: Beacon Press (Boston), 1996; Feminist Press, 2009, ISBN 978-1-55861-652-3)
- Everyday Death: The Case of Bernadette Powell. Holt, New York 1985.
- mit Susan Schechter: When Love Goes Wrong: What to Do When You Can't Do Anything Right. HarperCollins, New York 1992.
- Next Time, She’ll be Dead: Battering & how to Stop it. Beacon Press, Boston 1994, ISBN 0-8070-6770-9. (Überarbeitete Ausgabe: 2000, ISBN 0-8070-6789-X)
- Guide to America's Outdoors: Middle-Atlantic (Fotos von Skip Brown). National Geographic Society, Washington, D.C. 2001.
- Looking for Lovedu: A Woman’s Journey Through Africa. Knopf Doubleday Publishing Group, 2010, ISBN 978-0-307-77334-0.
- Kabul in Winter: Life Without Peace in Afghanistan. Henry Holt and Company, 2007, ISBN 978-1-4668-2765-3.
- War Is Not Over When It’s Over: Women Speak Out from the Ruins of War. Henry Holt and Company, 2010, ISBN 978-1-4299-5162-3.
- They Were Soldiers: How the Wounded Return from America’s Wars--The Untold Story. Dispatch books/Haymarket Books, 2013, ISBN 978-1-60846-371-8.